# Orquestra Filarmônica do SENAI-SP
```
A 
Orquestra Filarmônica do SENAI-SP
, também conhecida como 
OFSSP
, é um conjunto musical composto por alunos e ex-alunos das escolas 
SENAI
 da Grande São Paulo, cuja sede está localizada na Escola SENAI Roberto Simonsen, na 
região central
 da capital paulista. A Orquestra foi fundada por uma iniciativa de 
Paulo Skaf
, presidente da 
FIESP
 na época, sob orientação do maestro Thomaz Ferreira Martins, e estreou no dia 11 de novembro de 2006 com um concerto no 
Memorial da América Latina
.
```

Skaf tinha como objetivo inicial repetir o sucesso do Instituto Baccarelli (responsável pela formação da Orquestra Sinfônica de Heliópolis) nas escolas da rede SENAI, tornando a música parte essencial do processo educativo e dialogando com a proposta de formação integral do cidadão desenvolvida pela rede de escolas. 
Devido ao sucesso da iniciativa, o projeto foi ampliado para outras escolas, como a de Bauru e a de Americana, ambas no interior paulista.

## História
Em 1948, o SENAI-SP contava com um grupo de fanfarra (formado por instrumentos de sopro e percussão). Em 1990, foram criadas as bandas marciais, que acompanhavam cortejos cívicos, totalizando nove conjuntos em 2018. A fundação da Orquestra Filarmônica ocorreu em 2006, com o objetivo de priorizar o caráter educacional em conjunto com o incentivo à cultura. A proposta pedagógica foi cuidadosamente elaborada para atender às necessidades dos alunos que fazem dupla jornada, sem excluir o aprofundamento nos estudos musicais. 

## Corpo estável[1]

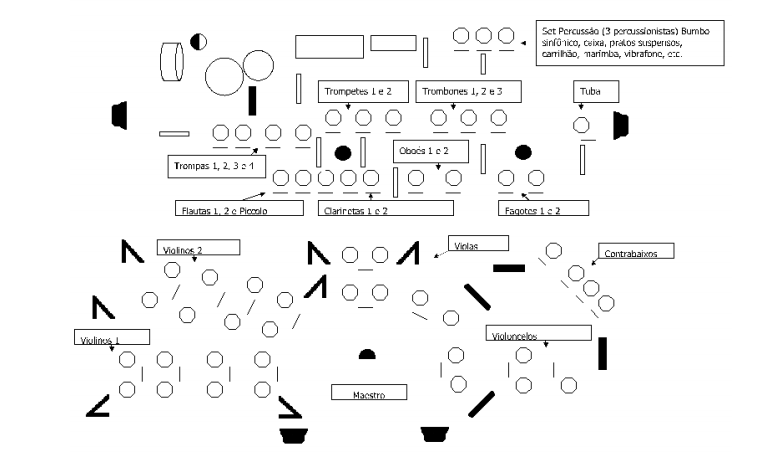
Disposição da Orquestra Filarmônica do SENAI de São Paulo durante apresentações. (Fonte: Assessoria de Imprensa do SENAI-SP).

A Orquestra Filarmônica do SENAI-SP conta com 75 membros, entre titulares, suplentes e segundos suplentes, orientados em aulas de instrumentos, teoria musical e música de câmara. É regida pelo maestro Thomaz Ferreira Martins.

## Conquistas

### 2010
- Concerto no Teatro Municipal de Itatiba
- Concerto no Teatro Municipal de Araraquara

### 2011
- Concerto no Teatro SESI Osasco
- Expomusic
- Nataltec

### 2012
- Teatro UNIMEP de Piracicaba
- Lançamento do programa Proeducador
- Concerto em São Bernardo do Campo
- Concerto no Teatro SESI Mauá
- 22ª Bienal do Livro de São Paulo
- Missa Solene de Ação de Graças aos 70 anos do SENAI
- Concerto em Pompéia